# 大田村 (茨城県)
大田村（おおたむら）は、茨城県真壁郡にあった村。

## 地理
- 現在の筑西市の中部、旧下館市の南西部に位置する。
- 村域は台地と平地が入り組む谷戸が多い地形になっている。

## 歴史

### 村名の由来
大谷川と田谷川の二つの河川を用水とすることから。
大田郷駅ほか、筑西市立大田小学校等，地区名として残る。

### 沿革
- 1889年（明治22年）4月1日 - 町村制施行に伴い、二木成村・野殿村・下野殿村・玉戸村・西方村・西方町村・布川村が合併して真壁郡大田村が成立。
- 1949年（昭和24年）
  - 大田村の一部（玉戸の一部）は伊讃村に編入。
  - 伊讃村の一部（飯島の一部）は大田村に編入。
- 1954年（昭和29年）3月15日 - 嘉田生崎村・河間村・五所村・中村とともに下館町へ編入。同日大田村廃止。
- 1979年（昭和54年） - 旧大田村の一部（野殿の一部）が関城町に編入。

## 大字
- 二木成（にぎなり）
- 野殿（のどの）
- 下野殿（しものどの）
- 玉戸（たまど）
- 西方（にしほう）
- 西方町（にしほうまち）
- 布川（ぬのがわ）

## 人口・世帯

### 人口
総数 [単位： 人]
| 1891年（明治24年） | 2,952 |
| 1920年（大正 9年） | 3,744 |
| 1935年（昭和10年） | 4,203 |
| 1950年（昭和25年） | 5,493 |

### 世帯
総数 [単位： 世帯]
| 1920年（大正 9年） | 639 |
| 1935年（昭和10年） | 670 |
| 1950年（昭和25年） | 881 |

## 交通

### 鉄道
- 常総筑波鉄道（ → 関東鉄道）
  - ■ 常総線
    - 大田郷駅 野殿駅（現在では廃駅）